# STS-84
STS-84 var en flygning i det amerikanska rymdfärjeprogrammet med rymdfärjan Atlantis. Den sköts upp från Pad 39B vid Kennedy Space Center i Florida den 15 maj 1997. Efter drygt nio dagar i omloppsbana runt jorden återinträdde rymdfärjan i jordens atmosfär och landade vid Kennedy Space Center.
Flygningen gick till den ryska rymdstationen Mir.
Flygningens mål var att leverera utrustning och förnödenheter till rymdstationen, detta gjorde man med hjälp av en Spacehab-modul placerad i rymdfärjans lastrum.

## Besättning
- Charles J. Precourt
- Eileen Collins
- C. Michael Foale
- Carlos I. Noriega
- Edward T. Lu
- Jean-Francois Clervoy
- Elena V. Kondakova
- Jerry M. Linenger